# Helsinki osztály
A Helsinki osztály a Finn Haditengerészet rakétás gyorsnaszádokból álló hajóosztálya volt. Az 1980-as évek elejétől gyártották, összesen négy egységet épített a finn Wärtsilä hajógyár. Az első két egységet a 2002-ben vonták ki, majd a maradék két hajót 2008-ban eladták Horvátországnak, ahol napjainkban is a Horvát Haditengerészet állományába tartoznak.